# FUNiño
FUNiño oder Funino, ein Kofferwort aus dem englischen „Fun“ (Spaß) und dem spanischen „Niño“ (Kind), bezeichnet einen speziellen Modus im Fußball bzw. Handball, der im Kleinfeldbereich vermehrt angewandt wird.

## Geschichte und Verbreitung
Entwickelt wurde FUNiño 1990 von Horst Wein mit dem Ziel, die Anzahl der Ballkontakte je Spieler und damit den Spielspaß zu erhöhen. Der Bayerische Fußball-Verband (BFV) und der Bremer Fußball-Verband erklärten FUNiño ab der Saison 2019/20 zum Standard für die jüngsten Altersgruppen. Neben dem Kinderfußball (G-/F-/E-Junioren) wird die Spielweise oft auch im Erwachsenen-Training, etwa beim spanischen Club FC Barcelona und den Aufbau- bzw. Grundlagenbereichen deutscher NLZs angewandt. Auch im Württembergischen Handballverband wird eine FUNiño-Variante für die E-Jugend eingesetzt. Ab der Saison 2024/25 soll bundesweit verpflichtend nach FUNiño-Regeln gespielt werden, bereits seit der Saison 2022/23 kommt FUNiño flächendeckend zum Einsatz.

## Spielregeln im Fußball
FUNiño hat keine allgemein gültigen offiziellen Regeln. Die Varianten haben zumeist folgende Gemeinsamkeiten:
- Es spielen 3 gegen 3.
- Es gibt keinen Torwart.
- Das Spielfeld ist ca. 25 × 30 Meter groß.
- Die Tore dürfen nach Vorgaben des DFB Verbands max. 2,0 × 1,2 Meter groß sein.[12]
- Es gibt je zwei Mini-Tore je Spielfeldseite (im BFV ist der Abstand auf 12 Meter festgelegt).
- Es gibt häufige Spielerwechsel bzw. teilweise sogar festgelegte Spielerrotation, beispielsweise nach jedem Tor.
- Es gibt eine Schusszone (6 m von der Grundlinie entfernt), Tore dürfen nur innerhalb dieser Zone erzielt werden.

## Zielsetzungen
Durch die Modifikation der allgemeinen Fußballregeln sollen folgende Ziele erreicht werden:
- mehr Ballkontakte
- mehr Dribbling
- mehr Torchancen
- mehr Tore
- mehr Pässe
- mehr Spielpositionen
- mehr Spielzeit
- mehr Spielerwechsel
- mehr unterschiedliche Spielsituation
- verbesserte Wahrnehmung und Spielintelligenz

Durch Verzicht auf einen Torwart soll vermieden werden, dass der vermeintlich schlechteste Spieler ins Tor „abgeschoben“ wird. Die häufigen Spielerwechsel und vielen unterschiedlichen Spielsituationen sollen alle Spieler einbinden und damit die Freude am Fußballspiel wecken. Auf diese Weise soll den seit Jahren sinkenden Spielerzahlen entgegengewirkt werden.

## Varianten
Es gibt verschiedene Varianten. Beim BFV stehen die Versionen „Fußball3“ und „Fußball5“ im Fokus, bei denen entweder 3 gegen 3 oder 5 gegen 5 gespielt wird, in jedem Fall jedoch ohne Torwart.